# Eta Ophiuchi
Désignations
Eta Ophiuchi (η Oph / η Ophiuchi, Êta Ophiuchi) est une étoile binaire de la constellation du Serpentaire. Elle est également appelée par son nom traditionnel Sabik. Sa magnitude apparente combinée est de 2,43. D'après la mesure de sa parallaxe annuelle par le satellite Hipparcos, le système est situé à environ ∼ 88 a.l. (∼ 27 pc) de la Terre. Il se rapproche du Système solaire à une vitesse radiale de −2 km/s.

## Système binaire
Sabik est en une étoile binaire visuelle, qui est difficile à distinguer avec un équipement amateur, mais qui est visible avec un matériel plus avancé. L'étoile primaire, qui répond au nom de η Oph A, est en réalité seulement légèrement plus grande et plus chaude que son compagnon, η Oph B. Individuellement, chaque étoile est soit une étoile blanche de la séquence principale, soit une sous-géante plus évoluée. Chaque étoile gravite autour d'un centre commun sur une orbite très elliptique avec une excentricité de 0,95, et selon une période d'environ 88 ans.

## Curiosité
Eta Ophiuchi est l'étoile polaire boréale d'Uranus.